# هنري كريستيان لارسن
هنري كريستيان لارسن (بالدنماركية: Henry Kristian Larsen)‏ هو لاعب هوكي الحقل دنماركي، ولد في 16 مايو 1914، وتوفي في 14 أغسطس 1986.

## وصلات خارجية
- هنري كريستيان لارسن على موقع أوليمبيديا (الإنجليزية)